# Glutarsäurediethylester
Glutarsäurediethylester ist eine chemische Verbindung aus der Gruppe der Carbonsäureester.

## Vorkommen
Glutarsäurediethylester kommt in Wein vor.

## Gewinnung und Darstellung
Glutarsäurediethylester kann durch Reaktion von Glutarsäure mit Ethanol gewonnen werden.

## Eigenschaften
Glutarsäurediethylester ist eine farblose Flüssigkeit, die sehr gut in Ethanol löslich ist.